# Liste des distinctions de Shania Twain

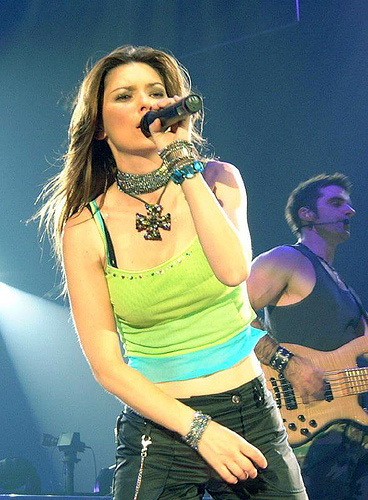
Shania Twain, en direct de Wembley, Royaume-Uni

Liste des récompenses gagnées par la chanteuse de country Shania Twain. Au total elle a gagné 187 récompenses depuis 1993. 
Elle a gagné 39 BMI Songwriter Awards, 26 Canadian Country Music Awards, 12 Prix Juno, 9 Billboard Music Awards, 5 Grammy Awards, 5 American Music Awards, 4 ACMAs, et 2 CMAs.

## Récompenses par années

### 1993
- CMT - (Europe): Rising Star

### 1995
- ABC Radio Networks Country Music Awards: Female Video Artist of the Year
- Canadian Country Music Association Awards (CCMA's): Album de l'année - The Woman in Me [2]
- Canadian Country Music Association Awards (CCMA's): Chanteuse de l'année [2]
- Canadian Country Music Association Awards (CCMA's): Single de l'année - "Any Man of Mine" [2]
- Canadian Country Music Association Awards (CCMA's): SOCAN Song of the Year - "Whose Bed Have Your Boots Been Under?" [2]
- Canadian Country Music Association Awards (CCMA's): Video l'année - "Any Man of Mine" [2]
- Country Music Radio Awards: meilleure artiste féminine
- Country Music Radio Awards: meilleur Single de l'année - "Any Man of Mine"
- RPM's Big Country Music Awards - (Canada): meilleur jeune artiste de l'année

### 1996
- Academy of Country Music Awards (ACMA's): Album de l'année - The Woman in Me
- Academy of Country Music Awards (ACMA's): Chanteuse de l'année
- American Music Awards (AMA's): Chanteuse country de l'année
- AOL Online Music Awards: Vidéo country - "Any Man of Mine"
- Billboard: top artiste country-féminin
- Billboard: top album country - The Woman in Me
- Blockbuster Entertainment Awards:Chanteuse country de l'année
- BMI COUNTRY Songwriter Awards - (U.S.): Une des meilleures chansons de l'année - "Any Man of Mine"
- BMI COUNTRY Songwriter Awards - (U.S.): Une des meilleures chansons de l'année - "(If You're Not in It for Love) I'm Outta Here!"
- BMI POP Songwriter Awards - (U.S.): Une des meilleures chansons de l'année - "Any Man of Mine"
- BMI POP Songwriter Awards - (U.S.): Une des meilleures chansons de l'année- "Whose Bed Have Your Boots Been Under?"
- Canadian Country Music Association Awards (CCMA's): NCN Fan's Choice Entertainer of the Year[3]
- Canadian Country Music Association Awards (CCMA's): Chanteuse de l'année [3]
- Canadian Country Music Association Awards (CCMA's): Video de l'année - "(If You're Not in It for Love) I'm Outta Here!" [3]
- CMT - (Canada): Clip féminin de l'année
- CMT - (Europe): Chanteuse de l'année
- CMT - (Europe): Video of the Year - "Any Man of Mine"
- CMT - (U.S.): Chanteuse de l'année
- First Americans in the Arts: Outstanding Musical Achievement Award
- Golden Pick Awards: Favorite Album - The Woman in Me
- Golden Pick Awards: Favorite Video of the Year - "The Woman in Me (Needs the Man in You)"
- Grammy Awards: Best Country Album - The Woman in Me
- Great British Country Music Awards: International Rising Star
- Jukebox Awards: Single country de l'année - "Any Man of Mine"
- Jukebox Awards: Auteur de l'année
- Juno Awards: Chanteuse country de l'année
- Juno Awards: Entertainer of the Year
- Online Music Award: Best New Country Artist
- Radio & Records' Trade Magazine Poll: Meilleur Album Country - The Woman in Me
- Radio & Records' Trade Magazine Poll: Meilleure chanteuse Country vocale
- Radio & Records' Trade Magazine Poll: Meilleure chanteuse Country
- RPM's Big Country Music Awards - (Canada): Album of the Year - The Woman in Me
- RPM's Big Country Music Awards - (Canada): Chanteuse Country de l'année
- RPM's Big Country Music Awards - (Canada): Chanteuse de l'année
- RPM's Big Country Music Awards - (Canada): chanson de l'année - "Any Man of Mine"
- RPM's Big Country Music Awards - (Canada): Auteurs de l'année - Shania Twain and R.J. "Mutt" Lange
- SOCAN Awards: Meilleure interprète de l'année - "Any Man of Mine"
- SOCAN Awards: Meilleure interprète de l'année - "Whose Bed Have Your Boots Been Under?"
- World Music Awards: Meilleures ventes d'albums country féminin

### 1997
- American Music Awards (AMA's): Favorite Female Country Artist
- BMI COUNTRY Songwriter Awards - (U.S.): One of the Most Performed Songs of the Year - No One Needs to Know
- BMI POP Songwriter Awards - (U.S.): One of the Most Performed Songs of the Year - Any Man of Mine
- Canadian Country Music Association Awards (CCMA's): Special Award - The Woman in Me (Meilleures ventes d'album de l'histoire pour une chanteuse de country, ventes mondiales supérieures à 12 millions)
- Canadian Country Music Association Awards (CCMA's): Top des ventes d'albums - The Woman In Me
- Juno Awards: :Chanteuse country de l'année
- Juno Awards:  Juno International Achievement Award
- SOCAN Awards: One of the Most Performed Songs of the Year - (If You're Not in It for Love) I'm Outta Here!
- SOCAN Awards: One of the Most Performed Songs of the Year - No One Needs to Know

### 1998
- Billboard Music Awards: Meilleure vente de single Country - You're Still the One
- Billboard Music Awards: Chanteuse de l'année (toutes catégories)
- Billboard Music Awards: Chanteuse Hot 100 Singles
- Billboard Music Video Awards: Meilleur clip Country - You're Still The One
- BMI COUNTRY Songwriter Awards - (U.S.): Meilleure chanson de l'année - "Love Gets Me Every Time"
- Canadian Country Music Association Awards (CCMA's): CMT Maple Leaf Foods Fan's Choice Award - Entertainer of the Year[4]
- Canadian Country Music Association Awards (CCMA's): Chanteuse de l'année [4]
- Canadian Country Music Association Awards (CCMA's): Album de l'année - Come on Over [4]
- Canadian Country Music Association Awards (CCMA's): Single de l'année - You're Still the One[4]
- Canadian Country Music Association Awards (CCMA's): Meilleure vente d'album de l'année - Come on Over[4]
- Canadian Country Music Association Awards (CCMA's): Video de l'année - Don't Be Stupid (You Know I Love You)[4]
- CMT - (Canada): Vidéo de chanteuse de l'année
- CMT - (Latin America): Chanteuse de l'année
- CMT - (Latin America): Video de l'année - You're Still the One
- CMT - (Pacific): Chanteuse de l'année
- CMT - (U.S.): Chanteuse de l'année
- Juno Awards: Chanteuse Country de l'année
- MTV Video Music Awards: Nommée pour la vidéo de la chanteuse de l'année - You're Still the One

- Nashville Songwriters Association International (NSAI): Auteur-Compositeur-Interprète de l'année
- RPM's Big Country Music Awards - (Canada): Meilleur Album - Come on Over
- RPM's Big Country Music Awards - (Canada): Chanteuse canadian Country de l'année
- VH1 Viewer's Choice Awards: Sexiest Video - You're Still the One

### 1999
- Academy of Country Music Awards (ACMA's): Double-Diamant Award - The Woman in Me and Come on Over
  - (Les deux albums vendus a plus de 10 million d'exemplaires chacun aux États-Unis)
- American Music Awards (AMA's): Meilleure chanteuse country
- Blockbuster Entertainment Awards: Meilleure chanteuse country
- Blockbuster Entertainment Awards: Meilleur Single - You're Still the One
- BMI COUNTRY Songwriter Awards - (U.S.): Auteur-compositeur-interprète de country de l'année
- BMI COUNTRY Songwriter Awards - (U.S.): Chanson de l'année Year - You're Still the One
- BMI COUNTRY Songwriter Awards - (U.S.): Une des meilleures chansons de l'année - You're Still the One
- BMI COUNTRY Songwriter Awards - (U.S.): Une des meilleures chansons de l'année - Don't Be Stupid (You Know I Love You)
- BMI COUNTRY Songwriter Awards - (U.S.): Une des meilleures chansons de l'année - From This Moment On
- BMI COUNTRY Songwriter Awards - (U.S.): Une des meilleures chansons de l'année - Honey, I'm Home
- BMI POP Songwriter Awards - (U.S.): Auteur-compositeur-interprète de pop-musique de l'année
- BMI POP Songwriter Awards - (U.S.): Chanson de l'année - You're Still the One
- BMI POP Songwriter Awards - (U.S.): Une des meilleures chansons de l'année - You're Still the One
- BMI POP Songwriter Awards - (U.S.): Une des meilleures chansons de l'année - From This Moment On
- BMI POP Songwriter Awards - (U.S.): Une des meilleures chansons de l'année - Love Gets Me Every Time
- Canadian Country Music Association Awards (CCMA's): CMT Maple Leaf Foods Fan's Choice Award - Entertainer of the Year
- Canadian Country Music Association Awards (CCMA's): Chanteuse de l'année
- Canadian Country Music Association Awards (CCMA's): Video de l'année - "That Don't Impress Me Much"
- Canadian Country Music Association Awards (CCMA's): Vocal/Instrumental Collaboration of the Year - From This Moment On
- Country Music Association Awards (CMA's) - (U.S.): CMA International Artist Achievement
- Country Music Association Awards (CMA's) - (U.S.): Entertainer of the Year
- CMT - (U.S.): Chanteuse de l'année
- Gazette Net Country Awards: Chanteuse la plus populaire
- Grammy Awards - (U.S.): Meilleure chanson country - You're Still the One
- Grammy Awards - (U.S.): Meilleure chanteuse country - You're Still the One
- Juno Awards: Meilleure chanteuse country de l'année
- Modern Screen Magazine's Readers Ballot Awards: Meilleure chanteuse
- National Association of Record Merchandisers (NARM): Meilleure vente country de l'année - Come on Over
- Playboy's Reader Poll: Meilleur album country - Come on Over
- Playboy's Reader Poll: Chanteuse country de l'année
- Radio & Records Magazine: Chanteuse country de l'année
- RPM's Big Country Music Awards - (Canada): Meilleure chanteuse canadienne de l'année
- RPM's Big Country Music Awards - (Canada): Chanteuse de l'année
- SOCAN Awards: Une des meilleures chansons de l'année - Don't Be Stupid (You Know I Love You)
- SOCAN Awards: Une des meilleures chansons de l'année - From This Moment On
- SOCAN Awards: Une des meilleures chansons de l'année - You're Still the One
- WB Radio Music Awards: Chanteuse country de l'année
- Yahoo! Internet Life Online Music Awards: Chanteuse country de l'année

### 2000
- Academy of Country Music Awards (ACMA's): Artiste de l'année
- American Music Awards (AMA's): Chanteuse country de l'année
- American Music Awards (AMA's): Chanteuse pop/rock de l'année
- Blockbuster Entertainment Awards: Chanteuse country de l'année
- BMI COUNTRY Songwriter Awards - (U.S.): Auteur-nterprète country de l'année
- BMI COUNTRY Songwriter Awards - (U.S.): Une des meilleures chansons de l'année - Come on Over
- BMI COUNTRY Songwriter Awards - (U.S.): Une des meilleures chansons de l'année - Man! I Feel Like a Woman!
- BMI COUNTRY Songwriter Awards - (U.S.): Une des meilleures chansons de l'année - That Don't Impress Me Much
- BMI POP Songwriter Awards - (U.S.): Auteur-interprète de l'année
- BMI POP Songwriter Awards - (U.S.): Une des meilleures chansons de l'année - You're Still the One
- BMI POP Songwriter Awards - (U.S.): Une des meilleures chansons de l'année - From This Moment On
- BMI POP Songwriter Awards - (U.S.): Une des meilleures chansons de l'année - Man! I Feel Like a Woman!
- BMI POP Songwriter Awards - (U.S.): Une des meilleures chansons de l'année - That Don't Impress Me Much
- BMI POP Songwriter Awards - (U.S.): Une des meilleures chansons de l'année - You've Got a Way
- Edison Awards - (Hollande): Meilleure chanteuse internationale
- Grammy Awards - (U.S.): Meilleure chanson country - Come on Over
- Grammy Awards - (U.S.): Meilleure chanteuse country - Man! I Feel Like a Woman!
- Grammy Awards - (Danemark): Meilleur hit étranger - That Don't Impress Me Much
- Juno Awards: Meilleure chanteuse country
- Juno Awards: meilleure auteur-interprète
- M6 Awards - (France): Meilleure chanteuse étrangère
- MuchMusic Video Awards - (Canada): MuchMoreMusic Video Award - Man! I Feel Like a Woman!
- People's Choice Awards - (U.S.): Meilleure artiste féminine
- Playboy's Reader Poll: Chanteuse country de l'année
- Radio & Records' Trade Magazine Poll: Artiste de l'année
- SOCAN Awards: Une des meilleures chansons de l'année - From This Moment On
- SOCAN Awards: Une des meilleures chansons de l'année - Man! I Feel Like a Woman!
- SOCAN Awards: Une des meilleures chansons de l'année - That Don't Impress Me Much
- SOCAN Awards: Une des meilleures chansons de l'année - You're Still the One
- SOCAN Awards: Une des meilleures chansons de l'année - You've Got a Way

### 2001
- BMI COUNTRY Songwriter Awards - (U.S.): Une des meilleures chansons de l'année - You've Got a Way
- World Music Awards: Meilleures ventes mondiales pour une artiste canadienne

### 2003
- Billboard Music Awards: Artiste country de l'année
- Billboard Music Awards: Album country de l'année - Up!
- Billboard Music Awards: Country Albums Artist of the Year
- BMI COUNTRY Songwriter Awards - (U.S.): Une des meilleures chansons de l'année - I'm Gonna Getcha Good!
- Canadian Country Music Association Awards (CCMA's): Chanteuse de l'année
- Canadian Country Music Association Awards (CCMA's): Video de l'année - I'm Gonna Getcha Good!
- Canadian Country Music Association Awards (CCMA's): Meilleures ventes d'albums - Up!
- Canadian Country Music Association Awards (CCMA's): Album de l'année - Up!
- CMT Flameworthy Awards - (U.S.): Concept Video de l'année - I'm Gonna Getcha Good!
- Juno Awards: Enregistrement counrty - I'm Gonna Getcha Good!
- Juno Awards: Artiste de l'annéer
- Juno Awards: Fan's Choice Award
- MuchMusic Video Awards - (Canada): MuchMoreMusic Video Award - "Up!"
- Radio & Records Magazine: Top Female Country Airplay Artist de l'année
- Roughstock Awards: Chanteuse de l'année
- Sky Radio Airplay Award - (Holland): Sky Radio Airplay Award
- VIVA Comet Awards - (Allemagne): Best International Act

### 2004
- Bambi Awards - (Allemagne): artiste pop internationale de l'année
- BMI COUNTRY Songwriter Awards - (U.S.): Chanson de l'année - Forever and for Always
- BMI COUNTRY Songwriter Awards - (U.S.): Une des meilleures chansons de l'année - Forever and for Always
- BMI COUNTRY Songwriter Awards - (U.S.): Une des meilleures chansons de l'année - She's Not Just a Pretty Face
- BMI POP Songwriter Awards - (U.S.): Une des meilleures chansons de l'année - Forever and for Always
- BMI POP Songwriter Awards - (U.S.): Une des meilleures chansons de l'année - I'm Gonna Getcha Good!
- BMI Songwriter Awards - (Europe): Chanson de l'année - Forever and for Always
- Canadian Country Music Awards (CCMA's): Country Music Program or Special of the Year - Up! Close and Personal
- Canadian Radio Music Awards: auteur-interprète Award
- Canadian Radio Music Awards: "Chart Topper" Award
- CMA Awards - (France): Meilleure performance live
- CMT Flameworthy Awards - (U.S.): Vidéo féminine de l'année - Forever and for Always
- ECHO Awards - (Allemagne): Meilleure chanteuse internationale
- Juno Awards: Enregistrement country de l'année - Up!